# Mount Snell
Mount Snell ist ein etwa 500 m hoher Berg auf Dorsey Island im Wilkins-Schelfeis vor der nordwestlichen Küste der westantarktischen Alexander-I.-Insel. Er ist der südwestlichste und höchste der drei Gipfel der Insel.
Erste Luftaufnahmen entstanden 1966 durch die United States Navy, zudem ist er auf Landsat-Aufnahmen aus dem Jahr 1975 zu sehen. Das Advisory Committee on Antarctic Names benannte ihn nach Leutnant Alfred W. Snell (1930–2013), Meteorologe bei der Operation Deep Freeze der Jahre 1967 und 1968.